# وزارة الدفاع (الكويت)
وزارة الدفاع في دولة الكويت هي وزارة حكومية عسكرية ، تأسست الوزارة في 17 يناير 1962 وتتولى وزارة الدفاع الإشراف على الجيش الكويتي ، وزير الدفاع حالياً هو الشيخ عبدالله علي العبدالله الصباح منذ 4 فبراير 2025.

## سياسة الوزارة
الوظيفة الرئيسية للوزارة هي تنفيذ السياسة الدفاعية الحكومية لكل فروع القوات المسلحة الكويتية. كما أنها مسؤولة عن إنتاج وتخزين واستخدام ونقل وإزالة الألغام.
تُصدر الوزارة مجلة شهرية تُسمى حماة الوطن.

## التاريخ
كانت وزارة الدفاع قبل تأسيسها تعمل عن طريق استشارة أحد الأعضاء ليُطلق عليه لقب المشير المختص في هيئة إدارة الجيش الكويتي والقوات المسلحة. وفي 21 يوليو 1961 اقترح الجيش الكويتي لأمير الكويت إنشاء هيئة عمل مختصة تحدد مسار الجيش والقوات المسلحة. ليبدأ إنشاء هذه الوزارة رسمياً في 12 يناير 1962.

## وزراء الدفاع

### قبل التأسيس
| الإسم                        | الصورة | اللقب  | الفترة    | ملاحظات                                             |
| الشيخ عبدالله المبارك الصباح |        | المُشير | 1949-1961 | القائد العام للجيش الكويتي ومديرية قوة الأمن العام. |

### بعد التأسيس
|    | الإسم                                     | الصورة                  | بداية الفترة   | نهاية الفترة   |
| -- | ----------------------------------------- | ----------------------- | -------------- | -------------- |
| 1  | الشيخ محمد الأحمد الجابر الصباح           |                         | 27 يناير 1962  | 6 ديسمبر 1964  |
| 2  | الشيخ سعد العبدالله السالم الصباح         |                         | 6 ديسمبر 1964  | 16 فبراير 1978 |
| 3  | الشيخ سالم صباح السالم الصباح             |                         | 16 فبراير 1978 | 26 يناير 1988  |
| 4  | الشيخ نواف الأحمد الصباح                  |                         | 26 يناير 1988  | 20 أبريل 1991  |
| 5  | الشيخ علي صباح السالم الصباح              |                         | 20 أبريل 1991  | 13 أبريل 1994  |
| 6  | الشيخ أحمد الحمود الجابر الصباح           |                         | 13 أبريل 1994  | 8 أكتوبر 1996  |
| 7  | الشيخ سالم صباح السالم الصباح             |                         | 15 أكتوبر 1996 | 14 فبراير 2001 |
| 8  | الشيخ جابر المبارك الحمد الصباح           |                         | 14 فبراير 2001 | 30 نوفمبر 2011 |
| 9  | الشيخ أحمد الحمود الجابر الصباح           |                         | 13 ديسمبر 2011 | 14 فبراير 2012 |
| 10 | الشيخ أحمد الخالد الصباح                  |                         | 14 فبراير 2012 | 4 أغسطس 2013   |
| 11 | الشيخ خالد الجراح الصباح                  | [ 2 ] [ 3 ] [ 4 ] [ 5 ] | 4 أغسطس 2013   | 10 ديسمبر 2016 |
| 12 | الشيخ محمد الخالد الحمد الصباح            |                         | 10 ديسمبر 2016 | 11 ديسمبر 2017 |
| 13 | الشيخ ناصر صباح الأحمد الصباح             |                         | 11 ديسمبر 2017 | 18 نوفمبر 2019 |
| 14 | الشيخ أحمد منصور الأحمد الصباح            |                         | 17 ديسمبر 2019 | 14 ديسمبر 2020 |
| 15 | الشيخ حمد جابر العلي الصباح               |                         | 14 ديسمبر 2020 | 17 فبراير 2022 |
| 16 | الشيخ طلال خالد الأحمد الصباح             |                         | 9 مارس 2022    | 16 أكتوبر 2022 |
| 17 | الشيخ عبدالله علي العبدالله السالم الصباح |                         | 16 أكتوبر 2022 | 9 أبريل 2023   |
| 18 | الشيخ أحمد فهد الأحمد الصباح              |                         | 18 يونيو 2023  | 17 يناير 2024  |
| 19 | الشيخ فهد يوسف سعود الصباح                |                         | 17 يناير 2024  | 4 فبراير 2025  |
| 20 | الشيخ عبدالله علي العبدالله السالم الصباح |                         | 4 فبراير 2025  | حتى الآن       |